# Johanna Gadski
Johanna Gadski (Anklam, Prússia, 15 de juny de 1872 - Berlín, 22 de febrer de 1932) fou una cantant alemanya.
Als disset anys debutà a Berlín amb l'òpera L'ondina, de Lortzing, i cantà amb èxit en aquella capital fins al 1893; emprengué després una gira per Alemanya i els Països Baixos. El 1895 interpretà el rol d'Elsa, de Lohengrin, en el Metropolitan de Nova York, i a partir de llavors fou contractada pels principals teatres d'Europa i Amèrica; se'n retirà el 1917. Gadski fou una de les millors intèrprets del repertori wagnerià. Va morir d'un accident d'automòbil.